# La Bisbal d’Empordà
La Bisbal d’Empordà település Spanyolországban, Girona tartományban. La Bisbal d’Empordà Ullastret, Forallac, Cruïlles, Monells i Sant Sadurní de l'Heura és Corçà községekkel határos. Lakosainak száma 11 683 fő (2024).

## Népesség
A település népessége az elmúlt években az alábbi módon változott:
| Lakosok száma | 1636 | 5044 | 4439 | 5372 | 7557 | 8885 | 10 385 | 10 761 | 10 974 | 11 683 |
|               | 1717 | 1887 | 1936 | 1960 | 1986 | 2004 | 2009   | 2014   | 2019   | 2024   |